# Dư Hiếu Khoảnh
Dư Hiếu Khoảnh (chữ Hán: 余孝顷, ? – 567), người huyện Tân Ngô, một trong những tù hào Nam Xuyên (1 dải lưu vực Cống Giang), nhân vật chính trị, quân sự cuối Lương đầu Trần.

## Sự nghiệp
Loạn Hầu Cảnh nổ ra, Hiếu Khoảnh cất mấy ngàn người Tân Ngô hưởng ứng Tương Đông vương Tiêu Dịch, được nhiệm mệnh làm Dự Chương thái thú. Hầu Cảnh phái bộ tướng Vu Khánh tấn công Hiếu Khoảnh, bị ông đánh bại.
Năm Thái Bình đầu tiên (556), Hiếu Khoảnh không chịu quy phụ Dự Châu thứ sử Hầu Thiến, đem quân về huyện Tân Ngô, cách thành chừng 8 km, trên đầu núi dựng 1 tòa công sự cao 5 bộ, gọi là Ngũ Bộ thành. Hầu Thiến tấn công từ hạ sang đông vẫn không hạ được thành. Cuối năm ấy, Thiến bị bộ hạ làm phản, buộc phải bỏ chạy.
Năm sau, Tấn Châu thứ sử Tiêu Bột muốn chống lại Thượng thư lệnh Trần Bá Tiên, nổi lên ở Quảng Châu. Khi ấy, Hiếu Khoảnh đang là Nam Giang Châu thứ sử, cũng cất quân hưởng ứng. Ông để em trai Hiếu Mại ở lại giữ quận thành, tự mình đem quân chiếm bến (tàu) Thạch Đầu ở trung lưu Cống Giang. Tiêu Bột phái con trai Tiêu Tư đến hội họp với Hiếu Khoảnh, đại tướng Phó Thái chiếm thành Giang Khẩu, tiên phong Âu Dương Ngỗi đóng quân ở bến Khổ Trúc, kết thành thế ỷ giốc chống lại đại tướng của Trần Bá Tiên là Chu Văn Dục.
Chu Văn Dục thiếu thuyền hạm để vượt sông, ông ta cho quân tập kích Thượng Lao, cướp lấy 300 chiếc thuyền và hơn trăm cỗ hạm của Hiếu Khoảnh. Sau khi chiếm được Dự Chương, Chu Văn Dục hết lương, một mặt nhờ Chu Địch vận lương, một mặt giả vờ lui quân, cho binh sĩ già yếu lên đường mà đi. Bọn Hiếu Khoảnh tin là thực, buông thả phòng ngự, Văn Dục thừa cơ xông vào giữa Tiêu Bột và Hiếu Khoảnh mà tấn công. Bột bị giết, Tư đầu hàng, Hiếu Khoảnh chạy về Tân Ngô, tu sửa thành Ngũ Bộ, tiếp tục kháng cự.
Cuối năm, Tương Châu thứ sử Vương Lâm khởi binh chống lại Trần Bá Tiên, Hiếu Khoảnh hưởng ứng ông ta. Ông đóng quân ở Lâm Xuyên, trước sau phái 2 vạn quân đánh Công Đường, chiếm được 8 thành. Chu Địch cắt đứt đường thủy, đánh cho Hiếu Khoảnh đại bại. Ông bị bắt sống, giải về Kiến Khang, không lâu sau, con em họ Dư ở thành Ngũ Bộ cũng phải đầu hàng.

## Cái chết
Dư Hiếu Khoảnh quy thuận nhà Trần, trước sau được nhiệm mệnh làm Ích Châu thứ sử và Nam Dự Châu thứ sử. Năm Quang Đại đầu tiên (567) thời Trần Phế Đế, Hiếu Khoảnh bị kết tội mưu phản và bị giết.
Ông được an táng ở huyện Tân Ngô, nay là núi Xà Hình, thôn Đông Điền, trấn Hội Phụ, huyện Phụng Tân. Ngũ Bộ thành ngày nay gọi là Dư Thành, phía tây thôn Hồ Tỉnh, trấn Xích Ngạn, huyện Phụng Tân, hiện di chỉ vẫn còn.